# Кроличья нора (телесериал)
«Кроличья нора» (англ. Rabbit Hole)  — американский телесериал Джона Рекуа и Гленна Фикарры в жанре боевика и шпионского триллера. В главной роли — Кифер Сазерленд. Премьера сериала, состоящего из восьми эпизодов, состоялась на стриминговой платформе Paramount+ 26 марта 2023 года. В октябре 2023 года телесериал был отменён после одного сезона.

## Сюжет
Джон Уир — корпоративный шпион. Таинственная контролирующая мир сила обвиняет его в убийстве, после чего Уир вступает с ней в борьбу.

## В ролях
- Кифер Сазерленд — Джон Уир
- Роб Янг[англ.] — Эдвард Хомм
- Чарльз Дэнс — доктор Бен Уилсон
- Мета Голдинг — Хейли Уинтон
- Энид Грэм — Джозефин «Джо» Мейди
- Джейсон Батлер Харнер — Валенс
- Уолт Клинк — интерн
- Ишан Дейв — Хафиз
- Уэнди Маккена — Дебра
- Марк Уинник — Янг Кроули

## Эпизоды
| № | Название                                         | Режиссёр                   | Автор сценария              | Дата премьеры  |
| - | ------------------------------------------------ | -------------------------- | --------------------------- | -------------- |
| 1 | «Пилот» «Pilot»                                  | Гленн Фикарра и Джон Рекуа | Гленн Фикарра и Джон Рекуа  | 26 марта 2023  |
| 2 | «В любой момент» «At Any Given Moment»           | Гленн Фикарра и Джон Рекуа | Гленн Фикарра и Джон Рекуа  | 26 марта 2023  |
| 3 | «Алгоритмы контроля» «The Algorithms Of Control» | Гленн Фикарра и Джон Рекуа | Гленн Фикарра и Джон Рекуа  | 2 апреля 2023  |
| 4 | «Человек в твоём ухе» «The Person in Your Ear»   | Джон Кассар                | Хант Болдуин                | 9 апреля 2023  |
| 5 | «Том» «Tom»                                      | Дэн Аттиас                 | Уэнди Рисс                  | 16 апреля 2023 |
| 6 | «Сценарий» «The Playbook»                        | Гвинет Хордер-Пейтон       | Майкл Бэллин и Томас Агилар | 23 апреля 2023 |
| 7 | «Гильгамеш» «Gilgamesh»                          | Батан Сильва               | Хант Болдуин                | 30 апреля 2023 |
| 8 | «Туз в рукаве» «Ace in the Hole»                 | Гленн Фикарра и Джон Рекуа | Гленн Фикарра и Джон Рекуа  | 7 мая 2023     |

## Производство
В мае 2021 года стриминговый сервис Paramount+ заказал производство телесериала в жанре шпионской драмы у компании CBS Studios. Шоураннерами были назначены Джон Рекуа и Гленн Фикарра, а на главную роль был утверждён Кифер Сазерленд. В феврале 2022 года стало известно название проекта — «Кроличья нора». В марте 2022 года к актёрскому составу присоединился Роб Янг, а в мае того же года — Чарьз Дэнс, Мета Голдинг, Энид Грэм, Джейсон Батлер Харнер и Уолт Клинк.
Съёмки телесериала начались в мае 2022 года в канадской провинции Онтарио (в Торонто и Гамильтоне).
В октябре 2023 года стало известно, что телесериал был отменён после одного сезона.

## Премьера
Премьера телесериала состоялась 26 марта 2023 года.

## Восприятие
На сайте Rotten Tomatoes телесериал имеет рейтинг 76 % на основании 34 рецензий критиков со средним баллом 6,9 из 10 и обладает «сертификатом свежести».
На сайте Metacritic рейтинг сериала составляет 66 баллов из 100 возможных на основании 16 рецензий критиков, что означает «в целом положительные отзывы».